# Achrysocharoides viridicornis
Achrysocharoides viridicornis är en stekelart som beskrevs av Kamijo 1990. Achrysocharoides viridicornis ingår i släktet Achrysocharoides och familjen finglanssteklar. Inga underarter finns listade i Catalogue of Life.